# Vivaldi (película)
Vivaldi fue una coproducción estadounidense-austríaca del 2008, basada en la vida del compositor italiano Antonio Vivaldi, dirigida y producida por Boris Damast, a partir de un guion del periodista Steven Freedman.

## Sinopsis
Un joven cura es asignado a oficiar como maestro de música de las hijas ilegítimas y abandonadas de las cortesanas de Venecia.
- Datos: Q5808209